# Stanislaus Fernandes
Stanislaus Fernandes S.J. (sinh 1939) là một người Ấn Độ của Giáo hội Công giáo Rôma. Ông hiện là Giám quản Tông Tòa Giáo phận Baroda. Trước đó, ông cũng từng đảm nhận các chức danh khác như Tổng giám mục chính tòa Tổng giáo phận Gandhinagar Giám mục chính tòa Giáo phận Ahmedabad.

## Tiểu sử
Tổng giám mục Stanislaus Fernandes sinh ngày 8 tháng 10 năm 1939, tại Ahmadabad, thuộc Ấn Độ. Sau quá trình tu học dài hạn tại các cơ sở chủng viện theo quy định của Giáo luật, ngày 28 tháng 3 năm 1968, Phó tế Fernandes, 29 tuổi, tiến đến việc được truyền chức linh mục. Tân linh mục cũng là thành viên của linh mục đoàn Giáo phận Ahmedabad. Hơn năm năm sau khi được truyền chức, kể từ ngày 15 tháng 8 năm 1973, ông là thành viên Dòng Tên [viết tắt S.J.]
Sau 22 năm thi hành các tác vụ trên trách quyền của một linh mục, ngày 21 tháng 5 năm 1990, tin tức từ Tòa Thánh loan báo việc tuyển chọn linh mục Stanislaus Fernandes, 51 tuổi, gia nhập Giám mục đoàn Công giáo Hoàn vũ, với vị trí được trao phó là Giám mục chính tòa Giáo phận Ahmedabad. Lễ tấn phong cho vị giám mục tân cử được tổ chức sau đó vào ngày 24 tháng 8 năm 2002, với phần nghi thức chính yếu được cử hành cách trọngt thể bởi 3 giáo sĩ cấp cao. Chủ phong cho vị tân chức là Hồng y Simon Ignatius Pimenta, Tổng giám mục Tổng giáo phận Bombay. Hai vị còn lại, với vai trò phụ phong, gồm có Charles Gomes, S.J., nguyên Giám mục Ahmedabad và Giám mục Francis Leo Braganza, S.J., Giám mục chính tòa Giáo phận Baroda. Tân giám mục chọn cho mình châm ngôn:Mary, Mother of God.
12 năm tại vị trí Giám mục chính tòa Ahmedabad của Giám mục Stanislaus Fernandes chấm dứt bằng quyết định của Tòa Thánh, thăng Giám mục này lên hàng Tổng giám mục, cụ thể với chức vụ Tổng giám mục chính tòa Tổng giáo phận Gandhinaga. Quyết định được công bố rộng rãi vào ngày 11 tháng 11 năm 2002 và Tân Tổng giám mục đến nhận nhiệm sở mới sau đó ngày 22 tháng 12 cùng năm.
Sau khoảng thời gian dài giữ cương vị Tổng giám mục Gandhinaga, Tổng giám mục Fernandes từ nhiệm vì lí do tuổi tác, và được Tòa Thánh chấp thuận vào ngày 12 tháng 6 năm 2015. Kế từ ngày 23 tháng 5 năm 2016, Tổng giám mục hồi hưu Fernandes bắt đầu kiêm thêm nhiệm vụ Giám quản Tông Tòa Giáo phận Baroda.